# Лін Макклементс
Лін Макклементс (англ. Lyn McClements, 11 травня 1951) — австралійська плавчиня.
Олімпійська чемпіонка 1968 року.